# Gare Centrale du Camp de Tarragone
Pour les articles homonymes, voir Gare de Tarragone (homonymie).
 (novembre 2019).
La Gare Centrale, aussi appelée Gare Centrale du Camp de Tarragone, était un projet de nouvelle gare ferroviaire espagnole appartenant à l'ADIF. Elle devait être placée au sud de l'aéroport de Reus, dans la région du Camp de Tarragone, pour permettre un raccordement entre les villes de Tarragone et Reus (séparées d'environ 3 km), avec la LGV Madrid-Barcelone-Figueras et le Corridor Méditerranéen.
La zone où devait être située la gare a été réservée pendant de nombreuses années, en raison d'incertitudes quant à sa construction. Cette dernière a finalement été annulée, et remplacée par la construction d'une simple ligne à double voie.
Les maires de la zone avaient signé un pacte concernant les chemins de fer, dans lequel un des points concernait la « gare intermodale du Camp de Tarragone », en faisant référence à la connexion entre l'aéroport et la gare de Camp de Tarragone. Ces maires ont proposé un arrêt (2 voies centrales, sans arrêt, et 2 voies latérales, disposant chacune d'un quai) pour réduire les coûts de cette hypothétique nouvelle gare, puisqu'une grande partie de son budget a déjà été consacrée à l'actuelle gare à grande vitesse du Camp de Tarragone, située entre La Secuita et Perafort.

## Gare projetée
La gare devait disposer de six voies, dont des voies à écartement normal, qui devaient se raccorder, au nord-est, à la LGV Madrid-Barcelone-Figueras et, au sud-ouest, à un convertisseur d'écartement normal à ibérique pour aller sur le Corridor Méditerranéen.
La gare devait ouvrir en 2012. Avec cet équipement, le ministère de l'Équipement voulait ainsi permettre à la LGV d'atteindre la ville de Tarragone.
Trois vues d'artiste de cette hypothétique gare ont été publiées,,.

## Situation actuelle
Le projet n’est pas officiellement abandonné, mais, à l'emplacement de la gare, une double voie a été construite ne permettant pas l'arrêt commercial des trains ; elle est néanmoins équipée d'un convertisseur d'écartement pour chacune de ces deux voies. Les maires de la région appelaient cette gare « gare intermodale du Camp de Tarragone » et en réclamaient sa construction.
À la suite de l'annonce de la nouvelle gare pour trains à grande vitesse de l'aéroport de Gérone, diverses personnes[Qui ?] se sont prononcées sur la gare intermodale (projet qui serait relancé dans le cadre du développement de l'aéroport de Reus, qui pourrait permettre de délester l'aéroport de Barcelone-El Prat),.
Le 5 août 2019, les Chemins de fer de la généralité de Catalogne ont rédigé l'étude informative sur le projet de train-tram du Camp de Tarragone, dont la deuxième phase envisage une connexion entre cette hypothétique gare et l'aéroport de Reus. Toutefois, ni l'ADIF, ni le ministère de l'Équipement ne se sont prononcés sur ce projet.